# 東京医薬品
東京医薬品株式会社（とうきょういやくひんかぶしきがいしゃ）はかつて東京都杉並区に存在した、
医薬品・医療機器の卸売りを扱う企業である。

## 概要
- 代表者 代表取締役社長 和田進
- 資本金 203百万円
- 従業員 797名（1998年3月）

## 大株主
- 武田薬品工業 71.8%
- 大石清一 4.9%
- 大石隆造 2.6%
- 大石正巳 2.6%
- 第一製薬 2.5%

## 事業所

### 支社
神奈川支社・埼玉支社 

### 支店
東京第一支店・東京第二支店 

### 営業所
杉並・小金井・日本橋・世田谷・立川・所沢・柏・足立・練馬・日光平塚・八王子・多摩・小平・日光・横浜・日光小田原・日光鎌倉・日光瀬谷・日光横須賀・日光川崎・宮前・相模原 

### 出張所
船橋 

### 物流センター
東京・神奈川 

### 営業地域
- 東京都・茨城県・栃木県・群馬県・埼玉県・千葉県・神奈川県

## 沿革
- 東京日本橋本町にて田中清太郎が医薬品卸事業を開始。
- 1947年（昭和22年）7月26日 - 「田中清太郎商店」設立。
- 1963年（昭和38年）6月 - 「新宿薬品株式会社」と合併し「東京医薬品株式会社」と商号変更。
- 1963年（昭和38年）11月 - 「株式会社日本堂」と合併。
- 1964年（昭和39年） - 「ミヨシ産業株式会社」・「株式会社島丈夫商店」「安藤株式会社・足立店」・「酒井商事株式会社」・「オゾン薬品株式会社」の卸部門を合併。
- 1965年（昭和40年）11月 - 「株式会社塩谷勝保商店」卸部門合併。
- 1984年（昭和59年）10月 - 神奈川県「日光神奈川薬品株式会社」を合併。
- 1987年（昭和62年）4月 - 埼玉県「大石薬品株式会社」と合併。
- 2000年（平成12年）4月 - 三星堂とクラヤ薬品と「東京医薬品」の合併、新社名はクラヤ三星堂。

## 主な取引メーカー
- 武田薬品工業
- 山之内製薬
- 第一製薬
- バイエル
- 吉富製薬
- 大日本製薬
- 日研化学
- ノバルティスファーマ
- アベンティス
- 興和新薬

## 三星堂とクラヤ薬品と「東京医薬品」の合併
- 合併比率は、三星堂1、クラヤ薬品1.7、東京医薬品1、存続会社は「三星堂」。
- 本社は東京、新社名は「クラヤ三星堂」、社長は山田隆史（三星堂社長）、副社長は熊倉貞武（クラヤ薬品社長）。
- 年商規模は3社単純計算で8033億27百万円（平成10年度3月期実績）となり、最大手の愛知県のスズケン（7558億56百万円）を抜き、業界最大手となる。